# Verbascum krauseanum
Verbascum krauseanum är en flenörtsväxtart som beskrevs av Svante Samuel Murbeck. Verbascum krauseanum ingår i släktet kungsljus, och familjen flenörtsväxter. Inga underarter finns listade i Catalogue of Life.